# 龙山闸
30°12′11″N 120°08′30″E / 30.20308°N 120.14162°E
龙山闸（即龙山闸遗址），又名闸口，位于中国浙江省杭州市上城区南星街道白塔岭社区，是沟通中河与钱塘江的一道水闸，为京杭运河南端起点之一。其与临近的闸口白塔构成“龙山塔影”的景观，为杭州新评运河十景之一。